# Codex Faenza
El Codex Faenza (Faenza, Biblioteca Comunale 117) (I-FZc 117) también conocido como Codex Bonadies es un manuscrito copiado en el siglo XV que contiene la colección de música para teclado más antigua de la que disponemos. Actualmente se conserva en la Biblioteca Comunale de Faenza, localidad cercana a Rávena. 

## El manuscrito
El manuscrito se compone de 98 folios de pergamino distribuidos en 10 fascículos de estructura irregular. Mide 248 x 175 mm. 
Inicialmente el manuscrito fue preparado en un solo scriptorium y fue copiado por cuatro escribas. Posiblemente proviene del centro o el norte de Italia y fue copiado alrededor de 1400-1420. 
Posteriormante, entre 1473 y 1474, parte del manuscrito fue borrado y reescrito de nuevo por un músico y teórico musical llamado Johannes Bonadies, perteneciente al monasterio carmelita de San Paolo en Ferrara. Johannes Bonadies añadió 22 composiciones musicales de alrededor de 1467-73 que podrían provenir de Lucca.
Posiblemente en las primeras décadas del siglo XX, el manuscrito fue llevado de Ferrara a Faenza, en cuya Biblioteca Comunale se conserva hoy en día. En 1958 fue reencuadernado con nuevas tapas. El f. 12 original se encontraba perdido y fue reemplazado por uno moderno en 1959.
El códice ha sido recientemente estudiado por el intérprete y especialista en música medieval Pedro Memelsdorff en su reciente tesis doctoral (2011), y gozará de una inminente publicación que incluirá la reproducción facsímil del manuscrito.

## Las obras
El manuscrito recoge música del Trecento. El repertorio inicial del manuscrito contenía 50 piezas instrumentales que consistían en arreglos para tecla de piezas vocales italianas y francesas de finales del siglo XIV de compositores tan conocidos como Francesco Landini, Guillaume de Machaut y Jacopo da Bologna, así como de otros compositores anónimos. En algunos casos, la versión original vocal se ha perdido y todo lo que nos queda es la versión para teclado contenida en este manuscrito. Algunas de las versiones para teclado son similares a las originales para voz; sin embargo, en otras, aunque la voz de tenor se mantiene igual, el diferente tratamiento dado a las voces agudas, crea la impresión de ser una nueva composición. 
La mayoría de las piezas son de origen secular, aunque también contamos con algunas piezas religiosas como el arreglo para órgano de la Missa Cunctipontens genitor.
A continuación se detallan las obras del manuscrito. Los códigos de la columna de "Grabaciones" se especifican en la sección de "Discografía". Las obras añadidas por Johannes Bonadies se especifican con diferente color en el listado.
| N.º | Folio   | Obra                              | Voces | Compositor           | Forma musical | Concordancias | Grabaciones                                                                    | Comentarios                                                               |
| --- | ------- | --------------------------------- | ----- | -------------------- | ------------- | ------------- | ------------------------------------------------------------------------------ | ------------------------------------------------------------------------- |
| 1   | 2-3     | Kyrie                             | 2     |                      | intabulación  |               | CLE, PUN                                                                       |                                                                           |
| 2   | 3v-5    | Gloria                            | 2     |                      | intabulación  |               |                                                                                |                                                                           |
| 3   | 5v-6    | Kyrie                             | 3     | John Hothbi          | Kyrie         |               |                                                                                |                                                                           |
| 4   | 6v-7    | Et exultavit spiritus meus        | 4     | Bernhard Ycart       | Magníficat    |               |                                                                                |                                                                           |
| 5   | 7v-8    | Et exultavit spiritus meus        | 4     | Bernhard Ycart       | Magníficat    |               |                                                                                |                                                                           |
| 6   | 8v-9    | Kyrie                             | 4     | Bernhard Ycart       | Kyrie         |               |                                                                                |                                                                           |
| 7   | 9v-11   | Et in terra pax hominibus         | 4     | Bernhard Ycart       | Gloria        |               |                                                                                |                                                                           |
| 8   | 11v     | Fuga trium temporum               | 3     | anónimo              | fuga          |               |                                                                                | Fuga sin texto                                                            |
| 9   | 20v-21  | Cantus grecus Christus surrexit   | 4     | anónimo              |               |               |                                                                                | Texto en griego                                                           |
| 10  | 27v-28  | Ora pronobis                      | 3     | John Hothbi          | motete        |               |                                                                                |                                                                           |
| 11  | 28v-29  | Ave regina                        | 3     | Johannes de Erfordia | motete        |               |                                                                                |                                                                           |
| 12  | 29v-30  | Kyrie                             | 3     | Johannes de Erfordia | Kyrie         |               |                                                                                |                                                                           |
| 13  | 30v-31  | Sanctus                           | 3     | Johannes de Erfordia | Sanctus       |               |                                                                                |                                                                           |
| 14  | 36-36v  | Indescort                         | 2     |                      | intabulación  |               | FON, FRA                                                                       | Disminución basada en la balada anónima A discort sont Desir et Esperance |
| 15  | 37-37v  | Hont paur                         | 2     |                      | intabulación  |               | STU, ORG, TRE, UNI, FAE, FRA, EGB, CAM                                         | Basada en una obra vocal de Guillaume de Machaut                          |
| 16  | 37v-38v | De tout flors                     | 2     |                      | intabulación  |               | SCB, MHS, EML, LIB, ORG, TRE, FAE, ALT, DIS, ECG                               | Basada en una obra vocal de Guillaume de Machaut                          |
| 17  | 38v-39  | Aspire refus                      | 2     |                      | intabulación  | EST           | UNI                                                                            |                                                                           |
| 18  | 39-40   | Elas mon cuer                     | 2     |                      | intabulación  |               | ORG, UNI, POL                                                                  |                                                                           |
| 19  | 40-40v  | De ce fol penser                  | 2     |                      | intabulación  |               | TFL, HAU, PAG                                                                  | Basada en una obra vocal de P. des Molins                                 |
| 20  | 40v-41v | J'ay grant espoir                 | 2     |                      | intabulación  |               | ORG, UNI                                                                       |                                                                           |
| 21  | 41v-42  | Constantia                        | 2     |                      | intabulación  |               | FON, ORG, DUF, ECG, FER, GVO                                                   |                                                                           |
| 22  | 42-43   | Le ior                            | 2     |                      | intabulación  |               | ORG, UNI, POL, GOT, GVP                                                        |                                                                           |
| 23  | 43-43v  | Iorlevie (Jour meur la vie)       | 2     |                      | intabulación  |               | FRO                                                                            |                                                                           |
| 24  | 43v-44v | Viuer ne puis                     | 2     |                      | intabulación  |               |                                                                                |                                                                           |
| 25  | 44v-46v | Elas mon cuor                     | 2     |                      | intabulación  |               |                                                                                |                                                                           |
| 26  | 46v-48  | Deduto sey a quel che may         | 2     |                      | intabulación  |               | ORG                                                                            | Basada en una obra vocal de Johannes Ciconia                              |
| 27  | 48v-49  | Or sus, vous dormés trop          | 2     |                      | intabulación  |               | AFR, MAR, NBC, ALB                                                             |                                                                           |
| 28  | 49v     | (sin texto)                       | 2     |                      | intabulación  |               | DUF, ECG, CPA                                                                  |                                                                           |
| 29  | 50      | J'aime la biauté                  | 2     |                      | intabulación  |               |                                                                                |                                                                           |
| 30  | 50-50v  | Iorlevie (Jour meur la vie)       | 2     |                      | intabulación  |               |                                                                                | = obra No 12                                                              |
| 31  | 50v-52  | Roseta che non canci mai colore   | 2     |                      | intabulación  |               |                                                                                | Basada en una obra vocal de Antonius 'Zacharias' de Teramo                |
| 32  | 52v-54  | Tupes                             | 2     |                      | intabulación  |               |                                                                                |                                                                           |
| 33  | 54      | Sangilio                          | 2     |                      | intabulación  |               | VOI, CLE, AMC                                                                  |                                                                           |
| 34  | 54-56   | (sin texto)                       | 2     |                      | intabulación  |               |                                                                                |                                                                           |
| 35  | 56v-57  | Biance flour                      | 2     |                      | intabulación  |               | RES, MUN, UNI                                                                  |                                                                           |
| 36  | 57-58   | Benedicamus Domino                | 2     |                      | intabulación  |               | DUF, VOI, SIX, PUN                                                             |                                                                           |
| 37  | 59v-60  | Kyrie                             | 2     | Johannes Bonadies    | Kyrie         |               |                                                                                |                                                                           |
| 38  | 63      | Que est ista                      | 4     | John Hothbi          | motete        |               |                                                                                |                                                                           |
| 39  | 63v-65  | Et exultavit spiritus meus        | 3     | John Hothbi          | Magníficat    |               |                                                                                |                                                                           |
| 40  | 65v-66  | Et exultavit spiritus meus        | 3     | Bernhard Ycart       | Magníficat    |               |                                                                                |                                                                           |
| 41  | 66v-67v | Et exultavit spiritus meus        | 3     | John Hothbi          | Magníficat    |               |                                                                                |                                                                           |
| 42  | 68-69v  | Soto l'imperio del posente prinçe | 2     |                      | intabulación  |               |                                                                                | Basada en una obra vocal de Jacopo da Bologna                             |
| 43  | 69v-70v | Qualle leçe move                  | 2     |                      | intabulación  |               |                                                                                | Basada en una obra vocal de Bartolino da Padova                           |
| 44  | 71-72   | La dolçce sere                    | 2     |                      | intabulación  |               | NBC, LON, TET                                                                  | Basada en una obra vocal de Bartolino da Padova                           |
| 45  | 72-73   | O ciecho mondo                    | 2     |                      | intabulación  |               | DUF, TRE, HUE                                                                  | Basada en una obra vocal de Jacopo da Bologna                             |
| 46  | 73-74v  | Aquila altera                     | 2     |                      | intabulación  |               | PAN, LIB, ORG, REV, TRE, UNI, TFO, BER, CLA, RAY                               | Basada en una obra vocal de Jacopo da Bologna                             |
| 47  | 74v-77  | Inperial sedendo                  | 2     |                      | intabulación  |               | RSU                                                                            | Basada en una obra vocal de Bartolino da Padova                           |
| 48  | 77-78   | Io me son uno che per le frasche  | 2     |                      | intabulación  |               | PAN, ORG, TRE, RIE                                                             | Basada en una obra vocal de Jacopo da Bologna                             |
| 49  | 78-79   | Non na el so amante               | 2     |                      | intabulación  |               | RIC, PAN, GVO, TRE, PUN                                                        | Basada en una obra vocal de Jacopo da Bologna                             |
| 50  | 79-79v  | Kyrie                             | 2     |                      | intabulación  |               | SYN, DUF, MAR, PUN                                                             |                                                                           |
| 51  | 79v-80v | Che pena questa                   | 2     |                      | intabulación  |               | ORG, ECG, FAE                                                                  | Basada en una obra vocal de Francesco Landini                             |
| 52  | 80v-81  | Bel fiore dança                   | 2     |                      | intabulación  |               | DUF, UNI, ECG, LAM, NBE, MAR, BAM, WIT, PER, RIE, EMA, CIN, SIG, AFA, AMC, DEA |                                                                           |
| 53  | 81-81v  | Non arà may pietà questa mia dona | 2     |                      | intabulación  |               | RES, BIN, UNI, ECG                                                             | Basada en una obra vocal de Francesco Landini                             |
| 54  | 82-82v  | Un fior gentil                    | 2     |                      | intabulación  |               | TRE                                                                            | Basada en una obra vocal de Antonius 'Zacharias' de Teramo                |
| 55  | 82v-83v | Rosetta che non canbi may colore  | 2     |                      | intabulación  | BOL, LUC, PAR | TRE                                                                            | Basada en una obra vocal de Antonius 'Zacharias' de Teramo                |
| --  | 82v-83v | Roseta che non canci mai          | 2     |                      | intabulación  |               |                                                                                | Basada en una obra vocal de Antonius 'Zacharias' de Teramo                |
| 56  | 84      | Diva panthera                     | 3     | John Hothbi          | motete        |               |                                                                                |                                                                           |
| 57  | 84v-85  | Tard' il mio cor                  | 3     | John Hothbi          |               |               |                                                                                | Pieza secular en italiano                                                 |
| 58  | 85v     | Ave sublime triumphale            | 3     | John Hothbi          | motete        |               |                                                                                |                                                                           |
| 59  | 86-86v  | Amor                              | 3     | John Hothbi          |               |               |                                                                                | Pieza secular en italiano                                                 |
| 60  | 87      | Non so se'l e la mia culpa        | 3     | Johannes de Erfordia |               |               |                                                                                | Pieza secular en italiano                                                 |
| 61  | 87v     | Doloroso mi tapinello io son      | 3     | Johannes de Erfordia |               |               |                                                                                | Pieza secular en italiano                                                 |
| 62  | 88-90   | Kyrie                             | 2     |                      | intabulación  |               | DGO, PUN                                                                       |                                                                           |
| 63  | 90-92v  | Gloria                            | 2     |                      | intabulación  |               | SIX, PUN                                                                       |                                                                           |
| 64  | 93-94   | (sin texto)                       | 2     |                      | intabulación  |               | DUF, PUN                                                                       | [Deus im adjutorium meum intende]                                         |
| 65  | 94v     | (sin texto)                       | 2     |                      | intabulación  |               | ECG, PUN                                                                       |                                                                           |
| 66  | 95      | (sin texto)                       | 2     |                      | intabulación  |               | DUF                                                                            |                                                                           |
| 67  | 95-95v  | (sin texto)                       | 2     |                      | intabulación  |               |                                                                                |                                                                           |
| 68  | 96-96v  | (sin texto)                       | 2     |                      | intabulación  |               |                                                                                |                                                                           |
| 69  | 96v-97  | Ave maris stella                  | 2     |                      | intabulación  |               | DUF, VOI, SIX, TFO, EST, RVD, LEI, HUE, PUN                                    |                                                                           |
| 70  | 97-97v  | Benedicamus Domino                | 2     |                      | intabulación  | HUE           |                                                                                |                                                                           |

Concordancias con otros manuscritos:
- BOL - Bolonía, Civico Museo Bibliografico Musicale, Ms Q 15
- HUE - Burgos, Monasterio de Las Huelgas, Ms. s/n (Codex Las Huelgas)
- MAN - Lucca, Archivio di Stato 184 (Codex Mancini)
- PAR - París, Bibliothèque Nationale, fonds nouv. acq. français 4917
- EST - Estrasburgo, Bibliothèque Municipale (olim Bibliothèque de la Ville) 222 C. 22

## Discografía
- 1957 - [FRO] Anthologie de la Musique d'orgue des Primitifs à la Renaissance. Pierre Froidebise. Ducretet-Thomson Duc 320-C-131 / 33 (3 LP).
- 1968 - [SYN] Lebendige Musik des Mittelalters und der Renaissance. Ensemble Syntagma Musicum. Kees Otten. . Editado en CD en la recopilación: Gateway to Classical Music. Early Music. EMI Classics 65924.
- 1969 - [RES] Music from the 100 Years War. Musica Reservata. John Beckett. Philips "Trésors classiques" 839 753 LY (LP).
- 1969 - [MUN] Ecco la Primavera. Florentine music of the 14th century. Early Music Consort of London. David Munrow. . Editado en CD en: Ecco la primavera - Florentine music of the 14th century. Decca Serenata 436 219-2DM.
- 1969 - [SCB] Guillaume de Machaut - La Messe de Nostre Dame, 9 weltliche Werke-9. Friedreich Melzer, Ernst Haefliger, Jakob Stämpfli, Kurt Widmer, Mitglieder der Schola Cantorum Basiliensis. August Wenzinger. Archiv Produktion 25 33 054 (LP).
- 1972 - [STU] Guillaume de Machaut: Chansons II. Studio der frühen Musik. Thomas Binkley. EMI "Reflexe" 555 7 63424 2.
- 1972 - [BIN] Francesco Landini. Studio der frühen Musik. Thomas Binkley. EMI "Reflexe" 1C 063-30 113 (LP).
- 1972 - [MHS] Music of the Late Middle Ages and Renaissance. The Festival Consort (San Diego). Lawrence Selman. Musical Heritage Society MHS 1141 (LP]).
- 1973 - [RIC] Musik des Trecento um Jacopo da Bologna. Ricercare-Ensemble für Alte Musik, Zürich. Michel Piguet.    EMI "Reflexe" 1C 063-30 111 (LP). .
- 1973 - [EML] The Art of Courtly Love. French secular music (1300-1475): Machaut, Binchois, Dufay. Early Music Consort of London. David Munrow. Virgin Veritas Edition 61284 (2 CD). .
- 1975 - [LIB] Guillaume de Machaut: Le Remède de Fortune. Motets, Ballades, Virelays. Ensemble Guillaume de Machaut de Paris. Guy Robert, Jean Belliard. .Editado en CD en la recopilación: Machaut - Le Remède de Fortune.
- 1980 - [PER] L'Art du luth au Moyen Âge. Ensemble Perceval. Guy Robert. Arion ARN 60 264.
- 1985 - [PAN] Jacopo da Bologna: Italienische Madrigale des 14. Jahrhunderts. Ensemble Project Ars Nova. Ars Musici AM 1274-2.
- 1986 - [PAG] The Service of Venus and Mars. Music for the Knights of the Garter, 1340-1440. Gothic Voices. Christopher Page. Hyperion "Gramophone Award Series" 21238.
- 1987 - [GVO] A Song for Francesca. Music in Italy, 1330-1430. Gothic Voices. Christopher Page. Hyperion 21286.
- 1988 - [LIB] Intabulation and Improvisation in the 14th Century. Ensemble Super librum. Sonclair CD JB 128 836.
- 1988 - [HUE] O cieco mundo. Huelgas Ensemble. Paul Van Nevel. Deutsche Harmonia Mundi (BMG) "Baroque Esprit" 05472 77 439 2.
- 1989 - [FON] L'Art des Jongleurs, Vol. 2. Estampies italiennes, virelais et ballades de Guillaume de Machaut, extraits du Codex Faenza. Ensemble Tre Fontane. Álba musica "Collection Patrimoine" AL 0389.

- 1990 - [REV] Bestiarium. Animals in the Music of the Middle Ages. La Reverdie. Cantus 9601.
- 1990 - [ORG] Codex Faenza. Italie, XVe siècle. Ensemble Organum. Marcel Pérès. Harmonia Mundi musique d'abord HMA 190 1354.
- 1990 - [NBE] Il Solazzo - Music for a medieval banquet. The Newberry Consort. Harmonia mundi HMU 90 7038.
- 1990 - [EST] Ave maris stella. Marienverehrung im Mittelalter. Estampie "Münchner Ensemble für frühe Musik".    Christophorus CHR 77 107.
- 1991 - [CLA] Trecento. Musique Italienne du XIVe Siècle. Berry Hayward Consort, Groupe Vocal Claire Caillard-Hayward.     BNL Production BNL 112 803.
- 1991 - [GVP] Lancaster and Valois. French and English music, 1350-1420. Gothic Voices. Christopher Page.    Hyperion 66588.
- 1992 - [GOT] The Study of Love. French Songs and Motets of the 14th Century. Gothic Voices. Christopher Page.     Hyperion 66619.
- 1993 - [TRE] Guillaume de Machaut & le Codex Faenza. Musiques des XIVème et XVème siècles. Ensemble Tre Fontane. Álba musica "Collection Patrimoine" AL 0694.
- 1993 - [BAM] Die Fräuelein von Franken. Musik und Geschichten aus der Zeit der Minnesänger. Capella Antiqua Bambergensis. Wolfgang Spindler. C.A.B. Records CAB-06.
- 1994 - [DUF] Venice, Splendour of the World. Music for Popes and Doges from 15th-century Italy. Dufay Consort. Gary Cooper. Dervorguilla 105.

- 1994 - [EGB] Le Jugement du Roi de Navarre. Machaut: Ballades, motets, virelais et textes dits. Ensemble Gilles Binchois. Dominique Vellard. Cantus 9626.
- 1994 - [ALB] Guillaume Machaut & his time. 14th Century French Ars Nova. Ensemble Alba Musica Kyo. Channel Classics 7094.
- 1995 - [EMA] Dança Amorosa. Danze italiane del medioevo. Ensemble Modo Antiquo. Bettina Hoffmann, Frederico Maria Sardelli. Opus 111 30-142.

- 1995 - [UNI] Codex Faenza. Instrumental Music of the Early XVth Century. Ensemble Unicorn. Michael Posch. Naxos 8.553618.
- 1995 - [CAM] Machaut: Chansons. Ars Cameralis. Lukas Matousek. Studio Matous MK 0027.
- 1995 - [RSU] Suso in Italia Bella. Musique dans les cours et cloitres de l'Italie du Nord. La Reverdie. Arcana A 320.
- 1996 - [AFR] Beauté parfaite. L'Automne du Moyen Age. Chansons des XIVe et XVe siècles. Alla Francesca. Opus 111 30-173.
- 1996 - [HAU] Musik der Engel. Italienische Musik des Trecento für Alte Capella und Perkussion. Les Haulz et les Bas.     Christophorus CHR 77 194.
- 1997 - [SIX] A Florentine Annunciation. Mass for the Feast of the Annunciation. Les Six. Move MD 3094.
- 1997 - [FAE] Mi ris, mi plours. Musiques des XIIIème et XIVème siècles. Ensemble Faenza. Marco Horvat. Tabula Rasa TR01.
- 1997 - [POL] L'Art de la Harpe - The art of the harp, vol. 1. Moyen Âge · Renaissance · Airs Traditionnels. Elena Polonska. Arion 60370.
- 1997 - [ECG] Douce Dame jolie. Ensemble Claude-Gervaise. Gilles Plante. Oratorio ORCD 4107.
- 1997 - [FER] En doulz chastel de Pavie. Chansons à la cour des Visconti, 1400. Ferrara Ensemble. Crawford Young. Harmonia Mundi "Documenta" 905241.
- 1997 - [RVD] Insula Feminarum. Résonances médiévales de la Féminité Celte. La Reverdie. Arcana A 311.
- 1997 - [AFA] Armes, Amours. Chansons des 14e et 15e siècles. Alla Francesca y Alta. Opus 111 30-221.
- 1998 - [DGO] Les Maîtres de l'Organetto Florentin au XIVe siècle. Christophe Deslignes, Thierry Gomar. Ricercar 214.
- 1998 - [LON] Ars Subtilior. New London Consort. Philip Pickett. Linn Records 039.
- 1999 - [ECG] Landini: Ballate. Ensemble Camerata Nova y Ensemble Chominciamento di Gioia. Luigi Taglioni.   Tactus TC 321 201.
- 1999 - [VOI] Hoquetus. Medieval European Vocal Music. Theatre of Voices. Paul Hillier. Harmonia Mundi HMU 90 7185.
- 1999 - [FRA] D'amours loial servant. Chansons d'amour françaises et italiennes des XIVe et XVe siècles. Gérard Lesne y Alla Francesca. Virgin "Veritas" 7243 5 45 357 2 7.
- 1999 - [CLE] Machaut: La Messe de Nostre Dame. Clemencic Consort, Ensemble Nova, Polifonica Lucchese e Capella Santa Cecilia. René Clemencic. Arte Nova 271 982.
- 1999 - [CIN] Bel fiore dança. Música Instrumental del Trecento (h. 1390). Cinco Siglos. Miguel Hidalgo. Fonoruz 611.
- 2000 - [ALT] Ciconia, Dufay, Wolkenstein. Ensemble Alta Musica. Carpe Diem 16260.
- 2000 - [TFL] Christo e nato / The Melodious Harp. Lauding the Nativity in Medieval Florence. Trefoil.
- 2001 - [CPA] Moyen Age. Musique instrumentale du moyen âge. La Camerata de Paris. Gallo CD-1071.
- 2001 - [LAM] Catherine Lambert. Catherine Lambert, etc. Tribu 21577.
- 2001 - [WIT] Friedrich II - Stupor Mundi. Musik und Poesie am hofe des stauferkaisers. Oni Wytars. Carsten Wolfewicz. Verlag der Spielleute CD 0101.
- 2001 - [RIE] Dufay: Voyage en Italie. La Reverdie. Arcana 317.
- 2002 - [EAM] Wolkenstein. De Monte, Landini, de Molins, Fontaine, Fabri, Grenon, u.a. Ensemble Alta Musica. Rainer Böhm. Carpe Diem 16265.
- 2002 - [DIS] Sur la terre comme au ciel. Un jardin au Moyen-Âge. Discantus, Alla Francesca. Brigitte Lesne, Pierre Hamon. Jade (Universal) 198 796-2.
- 2003 - [TFO] Christo è nato. Lauding the Nativity in Medieval Italy. Trefoil. MSR Classics 1094.
- 2003 - [SIG] ... una danza a sonare. Artes Instrumentales del Trecento. Cinco Siglos. Fonoruz CDF 1337.
- 2004 - [BER] Gentil mia Donna. Petrarca e la música. Laurens, Fuoco e Cenere. Jay Bernfeld. Arion ARN 68 648.
- 2004 - [MAR] Gothic Pipes. The Earliest Organ Music. Kimberly Marshall. Capella Romana. Loft Recordings LRCD 1047.
- 2004 - [AMC] Danze Strumentali Medievali Italiane, vol. 1. Anima Mundi Consort. Luca Brunelli Felicetti. Tactus 300002.
- 2005 - [NBC] Puzzles and Perfect Beauty. Newberry Consort. Mary Springfels. Noyse Productions.
- 2005 - [RAY] Rayuela. Instrumental music with recorders between 1300 and 1650. Ensemble Rayuela. Olive Music om 006.
- 2005 - [RIE] Jacopo da Bologna: Madrigali e Cacce. La Reverdie. Arcana A327.
- 2005 - [LEI] Musik für Orgel und Zink auf der ältesten spielbaren Orgel der Welt. Brett Leighton. Motette Records
- 2006 - [TET] O tu cara sciença mia musica. Works from the Squarcialupi Codex. Tetraktys. Olive Music 007.
- 2006 - [DEA] Christopher Dearnley Plays the Organs of St. Paul's Cathedral. Christopher Dearnley. Priory
- 2007 - [PUN] Faventina. The liturgical music of Codex Faenza 117 (1380-1420). Mala Punica. Pedro Memelsdorff.     Ambroisie AM 105.

### Galería

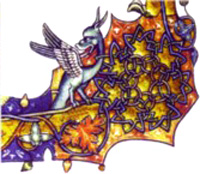
Miniatura del "Salterio de Ormesby" empleada en la portada de "Bestiarium" (La Reverdie). Biblioteca Bodleiana. Oxford. Ms. Douce 366, fol.147 v (detalle).
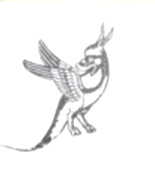
Imagen que aparece en la caja exterior del mismo disco.
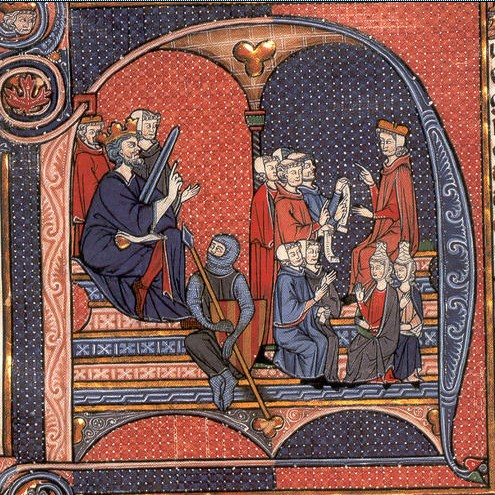
Un rey de Aragón emitiendo su juicio. Miniatura del "Vidal Mayor" empleada en la portada de "Le jugement du Roi de Navarre" (Ensemble Gilles Binchois).
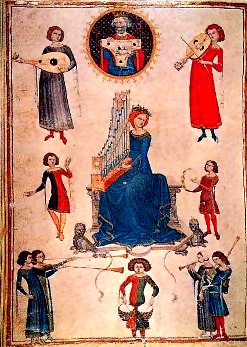
"El Rey David, la Señora Música y los músicos". Ilustración del manuscrito "De institutione musica", de Boecio. Archiv für Kunst und Geschichte (Fondo de Arte e Historia). Imagen empleada en la portada de"Codex Faenza" (Ensemble Unicorn).